# دمیتری شوکین
دمیتری شوکین (انگلیسی: Dmitriy Shokin؛ زادهٔ ۳۰ مه ۱۹۹۲) یک تکواندوکار اهل ازبکستان است. 
از افتخارات وی میتوان به کسب مدال طلا وزن ۸۷+ کیلوگرم در مسابقات جهانی تکواندو ۲۰۱۵ اشاره کرد.